# Premier League de fléchettes
 (mai 2025).
Si vous disposez d'ouvrages ou d'articles de référence ou si vous connaissez des sites web de qualité traitant du thème abordé ici, merci de compléter l'article en donnant les références utiles à sa vérifiabilité et en les liant à la section « Notes et références ».
La Premier League de fléchettes, également connue sous le nom de  BetMGM Premier League Darts  pour des raisons de sponsoring, est un tournoi de fléchettes lancé le 20 janvier 2005 sur Sky Sports, organisé par la PDC.
L'événement est hebdomadaire du mois de février à mai, l'événement a débuté comme un événement bimensuel dans de petites salles du Royaume-Uni. Le tournoi comptait initialement sept joueurs, puis a progressivement été porté à dix en 2013, avant d'être réduit à nouveau à partir de 2022 à huit joueurs du circuit Professional Darts Corporation s'affrontant dans un format à élimination directe, avec des soirées également organisées en Europe sur différents sites.

## Palmarès et records
| Année     |                                |       |                             |
| Année     | Champion                       | Score | Finaliste                   |
| --------- | ------------------------------ | ----- | --------------------------- |
| 2005      | Phil Taylor (101.01)           | 16–4  | Colin Lloyd (97.20)         |
| 2006      | Phil Taylor (101.41)           | 16–6  | Roland Scholten (92.01)     |
| 2007      | Phil Taylor (99.20)            | 16–6  | Terry Jenkins (90.81)       |
| 2008      | Phil Taylor (108.36)           | 16–8  | James Wade (100.14)         |
| 2009      | James Wade (90.38)             | 13–8  | Mervyn King (85.83)         |
| 2010      | Phil Taylor (111.67)           | 10–8  | James Wade (100.08)         |
| 2011      | Gary Anderson (94.67)          | 10–4  | Adrian Lewis (85.75)        |
| 2012      | Phil Taylor (97.08)            | 10–7  | Simon Whitlock (95.32)      |
| 2013      | Michael van Gerwen (103.29)    | 10–8  | Phil Taylor (104.10)        |
| 2014      | Raymond van Barneveld (101.93) | 10–6  | Michael van Gerwen (102.98) |
| 2015      | Gary Anderson (104.85)         | 11–7  | Michael van Gerwen (105.81) |
| 2016      | Michael van Gerwen (104.68)    | 11–3  | Phil Taylor (98.84)         |
| 2017      | Michael van Gerwen (104.76)    | 11–10 | Peter Wright (101.06)       |
| 2018      | Michael van Gerwen (112.37)    | 11–4  | Michael Smith (97.01)       |
| 2019      | Michael van Gerwen (103.36)    | 11–5  | Rob Cross (100.98)          |
| 2020      | Glen Durrant (91.84)           | 11–8  | Nathan Aspinall (92.15)     |
| 2021 (en) | Jonny Clayton (100.18)         | 11–5  | Jose de Sousa (100.53)      |
| 2022 (en) | Michael van Gerwen (99.10)     | 11–10 | Joe Cullen (99.36)          |
| 2023 (en) | Michael van Gerwen (105.43)    | 11–5  | Gerwyn Price (99.50)        |
| 2024 (en) | Luke Littler (105.60)          | 11–7  | Luke Humphries (102.47)     |
| 2025      | Luke Humphries                 | 11–8  | Luke Littler                |